# Acarochelopoda
Acarochelopoda (лат.) — род морских тромбидиформных клещей семейства Halacaridae из надотряда Acariformes.

## Описание
Морские клещи микроскопических размеров. Длина тела от 140 мкм до 270 мкм. Лапки I длиннее остальных пар (II—IV). Пальпы четырёхчлениковые. Из четырех пар ног две передние обращены вперед, а две — назад. Относительно короткие ноги имеют шесть сегментов. Тело слабо склеротизовано. Дорзум с 6 парами щетинок.  Обнаружены в приливных пляжах Атлантического, Индийского и Тихого океанов, Средиземного и Чёрного морей.

## Классификация
Включает около 10 видов. Род входит в состав подсемейства Acarochelopodinae Bartsch, 1977.
- Acarochelopodia aduncispina Bartsch, 1977
- Acarochelopodia angelieri Travé, 1972
- Acarochelopodia biunguis Bartsch, 1977
- Acarochelopodia caissara Pepato, Tiago & Rocha, 2011
- Acarochelopodia cuneifera Bartsch, 1977
- Acarochelopodia delamarei Angelier, 1954
- Acarochelopodia lapidaria Bartsch, 1977
- Acarochelopodia saruanlensis Morselli & Mari, 1986
- Acarochelopodia tarentina Morselli, Mari & Sarto, 1998
- Acarochelopodia triunguis Bartsch, 1988